# Kikuchi Kan
Kan Kikuchi (sinh ngày 3 tháng 5 năm 1977) là một cầu thủ bóng đá người Nhật Bản.

## Sự nghiệp câu lạc bộ
Kan Kikuchi đã từng chơi cho FC Gifu.